# Kvinnotåget till Versailles

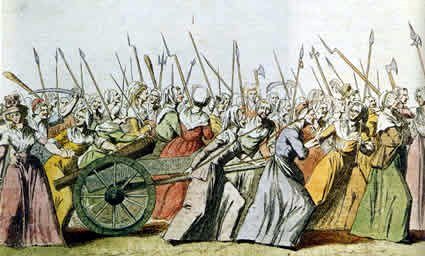
Illustration över Kvinnotåget till Versailles, 5 oktober 1789

Kvinnotåget till Versailles, även känt som Oktobermarschen, Oktoberdagarna eller Marschen i Versailles, var en av de tidigaste och mest betydelsefulla händelserna under den Franska Revolutionen. Marschen skedde den 5 oktober 1789 då drygt 6000 personer, främst kvinnor, marscherade från det svältande Paris till palatset i Versailles.
Parisarna saknade bröd, och i huvudstaden och stora delar av Frankrike rådde svält. Kungen gav upp, öppnade sina förråd och tvingades följa med kvinnotåget tillbaka till Paris där han inrättade sig i husarrest i Tuileriepalatset.

## Bakgrund
Dåliga skördar av vete under de två föregående åren ledde till att brödpriserna under hösten 1789 steg dag för dag till allt högre priser. Detta ledde till hungersnöd som i sin tur ledde till uppror, och morgonen den 5 oktober började marschen mot Versailles för att av kungen Ludvig XVI kräva lägre brödpriser.
Det var främst arbetarkvinnor som marscherade, då det var deras familjer som främst drabbades av de höga brödpriserna.

## Förlopp
Hovet i Versailles blev förvarnade, och övervägde att fly innan demonstranterna hann fram till slottet. Kungen drabbades dock av obeslutsamhet, vilket innebar att de inte hann ge sig av innan folksamlingen hann fram. 
När marschen nått Versailles krävde folksamlingen att få tala med kungen angående brödpriserna. När folksamlingen nått fram till slottet, gick kungen med på att släppa in representanter för demonstranterna. Ludvig XVI pressades till att gå med på att öppna slottets brödförråd. 
Delar av folksamlingen lyckades under natten tränga sig in i slottet. Marie Antoinettes sovrum attackerades, och kungafamiljen trängde ihop sig i ett rum, varpå kungen och sedan Marie Antoinette tvingades visa sig för folksamlingen på balkongen.

## Resultat
Det hela slutade med att kungen och hovet gick med på att återvända till Paris, och eskorterades till staden med demonstranterna, där de återvända till staden, där de bosatte sig i Tuileriepalatset. Kungen sattes sedan i husarrest i palatset.